# Obserwatorium astronomiczne Ursa
Obserwatortum astronomiczne Ursa – wieża obserwacyjna Fińskiego Towarzystwa Astronomicznego Ursa w Helsinkach w parku Kaivopuisto.
Wieża została wybudowana w roku 1926 w najwyższym miejscu w parku. Dobrze widoczna z różnych punktów miasta, jest punktem orientacyjnym i jednym z symboli Helsinek. Jest udostępniana do zwiedzania i obserwowania nieba.